# Live at Fillmore East (King Crimson)
Live in Fillmore East is een registratie van een van de eerste liveconcerten van de Britse groep King Crimson in de Verenigde Staten.
In Europa was de naam King Crimson als gevestigd door hun optreden Live in Hyde Park. Het management EG (David Enthoven en John Graydon) was inmiddels overeengekomen dat Atlantic Records het eerste album van de band, In the Court of the Crimson King, ging uitgeven, maar dat daar wel een kleine tournee tegenover moest staan. Ze traden twee avonden achter elkaar op, samen met Fleetwood Mac, Joe Cocker en The Voices of East Harlem, een gospelkoor.

## Musici
- Robert Fripp – gitaar
- Ian McDonald – blaasinstrumenten, toetsen, Mellotron en zang
- Greg Lake – basgitaar en leadzang
- Michael Giles – drums, percussie en zang
- Peter Sinfield verzorgde de lichtshow

## Composities
1. The Court of the Crimson King (fragment)
2. A man a City
3. Epitaph
4. 21st Century Schizoid Man
5. The Court of the Crimson King (fragment)
6. A man a City
7. Epitaph
8. 21st Century Schizoid Man

Eerste vier tracks van 21 november; de andere van 22 november 1969 uit Fillmore East te New York.

## Trivia
- De opnamen komen van een compact cassette, maar klinken toch vrij redelijk.
- King Crimson was op zoek naar oude opnamen voor hun Epitaph-uitgave, een document met oude liveopnamen; de cassette had 26 jaar op zolder gelegen zonder dat iemand van het bestaan afwist; de zolder in dit geval van Giles.
- Ze hebben beide avonden meer gespeeld, dan bovenstaande composities, maar eigen archieven en dat van bootleggers leverde voor de release niets op; Michael Giles vraagt nog of iemand andere opnamen heeft, de improvisaties of het encore; het liefst zou hij zien dat er nog een opname bestond van zijn drumsolo die avonden.

Jaren 60: mei, juni 1969; Marquee Londen · 5 juli 1969; Hyde Park Londen · 21/22 november 1969; San Francisco
Jaren 70: 11 mei 1971; Plymouth · 10 augustus 1971; Marquee Londen · 16 oktober 1971; Brighton · 13 december 1971; Detroit · 26 februari 1972: Jacksonville · 27 februari 1972;Orlando · 12 maart 1972; Denver radio · 13 maart 1972; Denver live · 27 maart 1972; Boston · 13 oktober 1972; Frankfurt am Main · 17 oktober 1972; Bremen · 13 november 1972; Guildford · 15 november 1973; Zürich · 29 maart 1974; Heidelberg · 30 maart 1974; Mainz · 1 april 1974: Kassel · 24 juni 1974, Toronto· 1 juli 1974, New York
Jaren 80: 30 april 1981; Bath · 30 juli 1982; Philadelphia · 2 augustus 1982; New York · 13 augustus 1982; Berkeley · 25 augustus 1982; Cap D’Agde · 29 september 1982; München · 17-30 januari 1983; studiowerk · mei-november 1983
Jaren 90: VROOOM sessies;april/mei 1994; studio · 1 juli 1995; Wiltern · 20-25 november 1995; Broadway · 29 november 1995; Chicago · 26 augustus 1996; 2e maal Philadelphia · mei 1997; Nashville studio · 1-4 december 1997 (P1) · 4 juni 1998; Chicago (P2) · 1 juli 1998; Northampton (P2) · 1 november 1998; San Francisco (P4) · 25 maart 1999; Austin (P3)
Jaren vanaf 2000: 11 juni 2000; Warschau · 9/10 november 2001; Nashville live · 3 maart 2003: Alexandria (P3) · april 2003 · najaar 2003; Japan · 20 juni 2003; Milaan · 16 november 2003; New Haven ·  28 juni 2017; Chicago